# 森田・ベイリス・ヒルマン反応
森田・ベイリス・ヒルマン反応（もりた・ベイリス・ヒルマンはんのう、英語: Morita–Baylis–Hillman reaction）は、電子求引性基の結合したアルケンがアルデヒドに付加する化学反応である。
1966年に東レの基礎研究所で森田健一らによって、トリシクロヘキシルホスフィンを触媒としたアクリルニトリルとアルデヒドとの反応により、2-(1-ヒドロキシアルキル)アクリロニトリルが得られることが発見された。この物質は東レにより炭素繊維の原料として商業生産されたものであるが、2006年現在東レは炭素繊維の世界一のメーカーとなっている。
その後、1972年に触媒としてジアザビシクロ[2.2.2]オクタン（DABCO）やピロコリン、キヌクリジンなどの環状アミンを使う方法がセラニーズ社のアントニー・ベイリスとメルヴィル・ヒルマンによって特許として出願された。
反応機構は、まず触媒のホスフィンやアミンが電子求引性基を持つアルケンに1,4-付加する。続いてこの付加体がアルデヒドのカルボニル基へと求核付加する。さらにホスフィンやアミンが脱離して触媒が再生して生成物が生成する。これらの全過程が平衡となっている。反応速度は通常かなり遅く、平衡状態に達するまでに数日かかることも多い。加圧下に反応を行なうと反応が加速される。
反応生成物は多くの官能基を持ち、そこからさらに他の反応を適用する余地が大きいため、天然物合成などの原料として用いられる。
また、ヒドロキシ基をリパーゼで不斉アシル化して光学分割することも比較的容易であり、光学活性物質の合成原料にも利用される。